# 2008年夏季奥林匹克运动会英属维尔京群岛代表团
2008年夏季奥林匹克运动会英屬維爾京群島代表团派出2名运动员参加2008年8月8日至24日在中国北京主办的第29届夏季奥运。